# 중국국민당

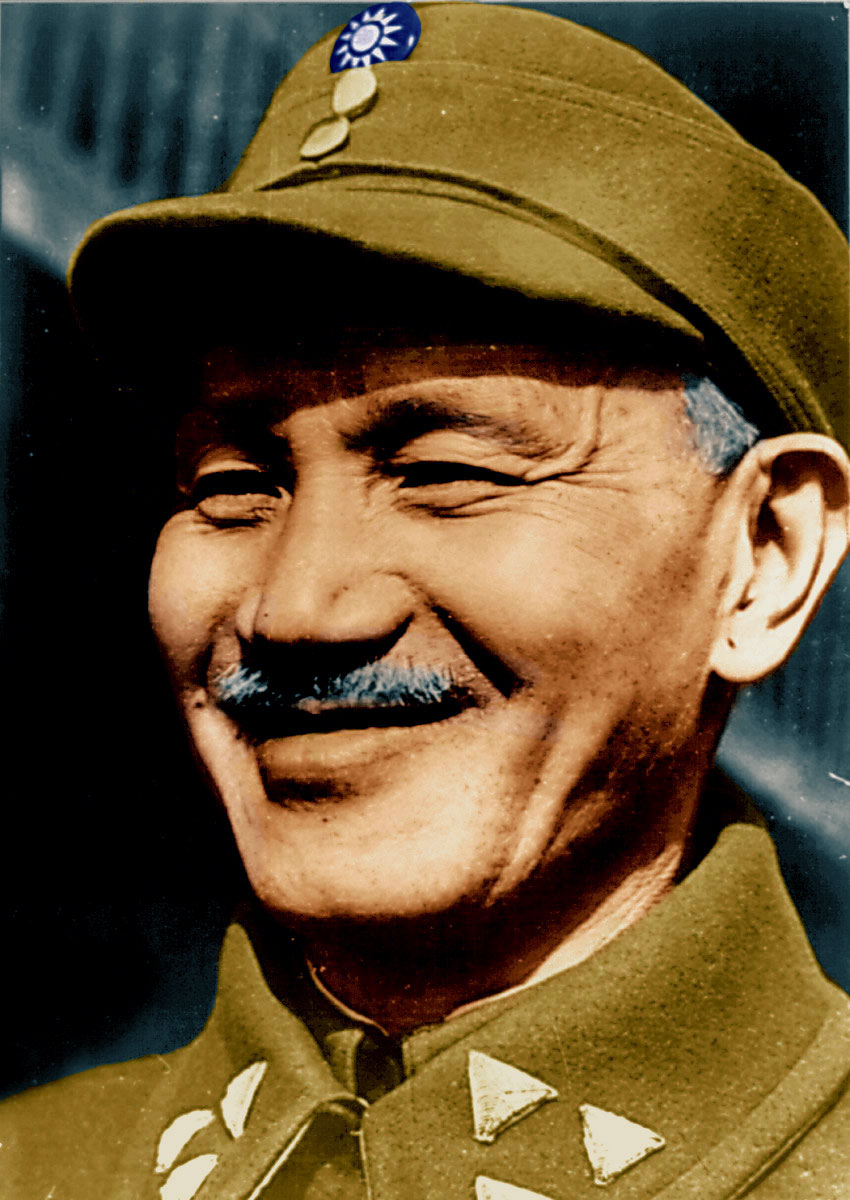
1945년 3월 촬영된 중국국민당의 지도자 장제스

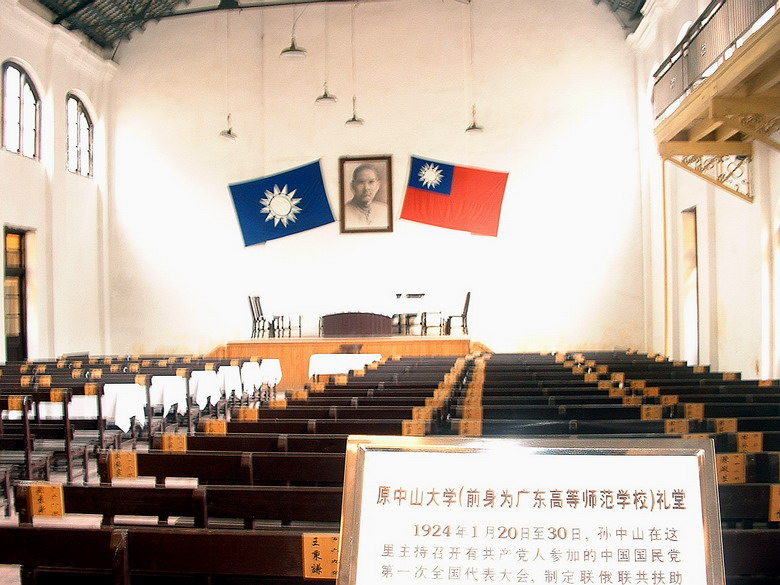
1924년에 열린 중국국민당의 제 1회 당 대회

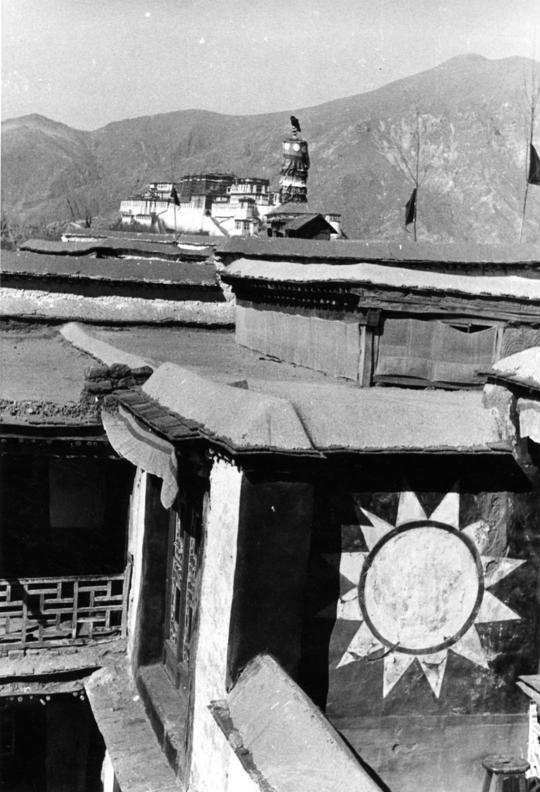
1938년, 티베트에서 촬영된 사진. 중국국민당의 당기가 보인다.

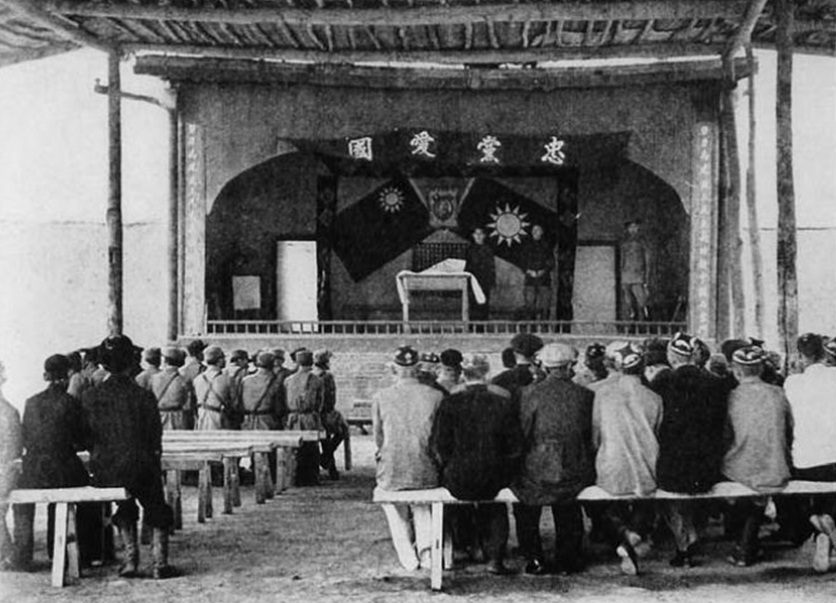
1942년, 우루무치 시 신장에서의 중국국민당

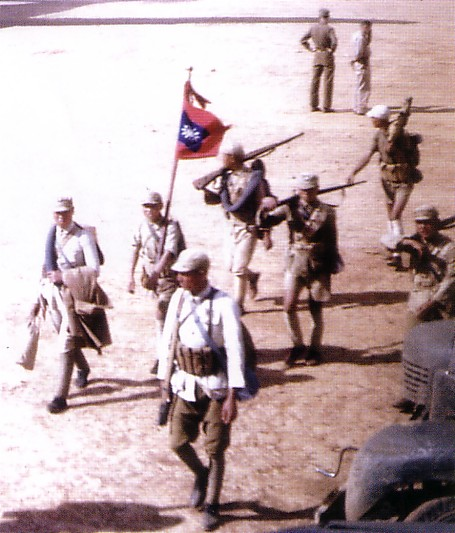
중일 전쟁 당시의 국민혁명군

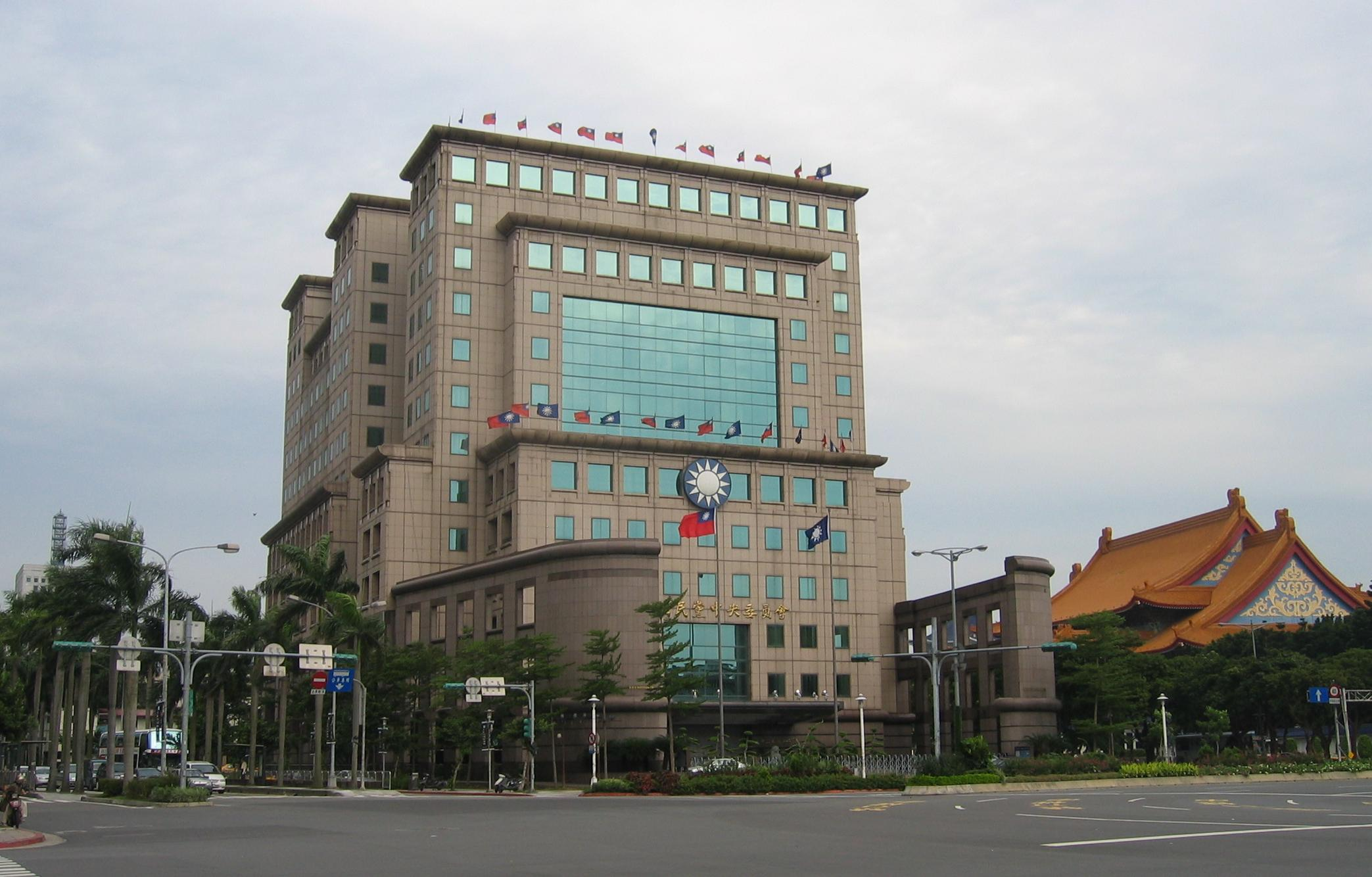
2006년까지 타이베이시에 존재했던 중국국민당의 이전 중앙 당사

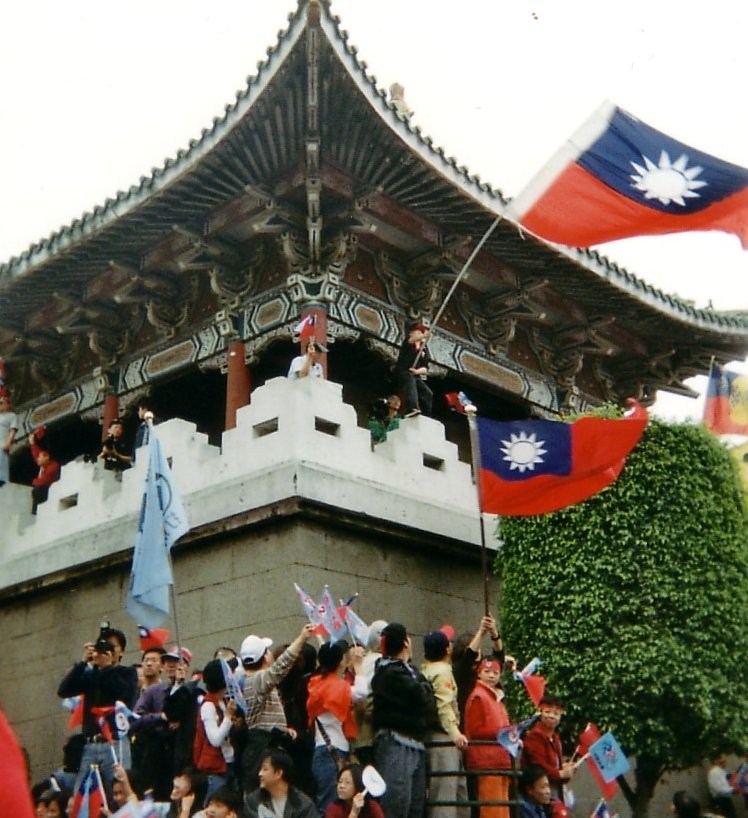
2004년 중화민국 총통 선거 당시, 중국국민당과 범람연맹 지지 세력들의 시위

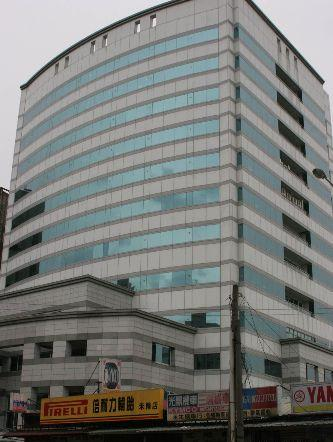
2006년 6월에 촬영된 타이베이시에 위치한 현재 중국국민당의 중앙 당사

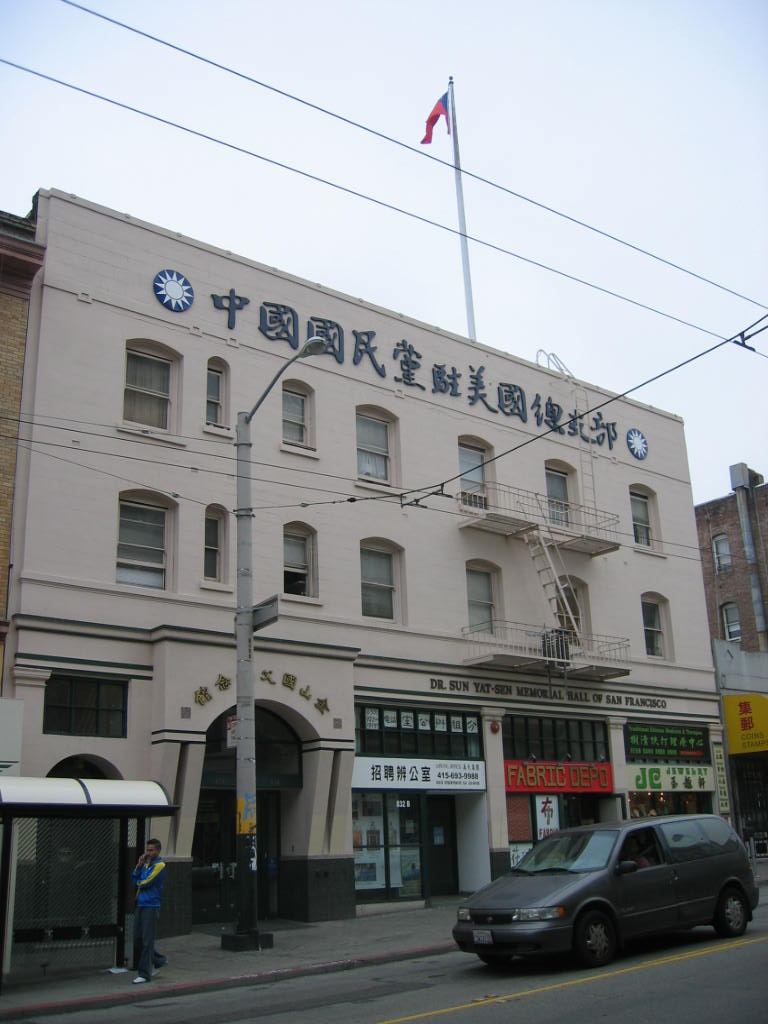
중국국민당은 전 세계의 차이나타운에 사무당사를 두는데, 미국의 중국국민당 중앙 당사는 샌프란시스코 차이나타운에 위치해 있다.

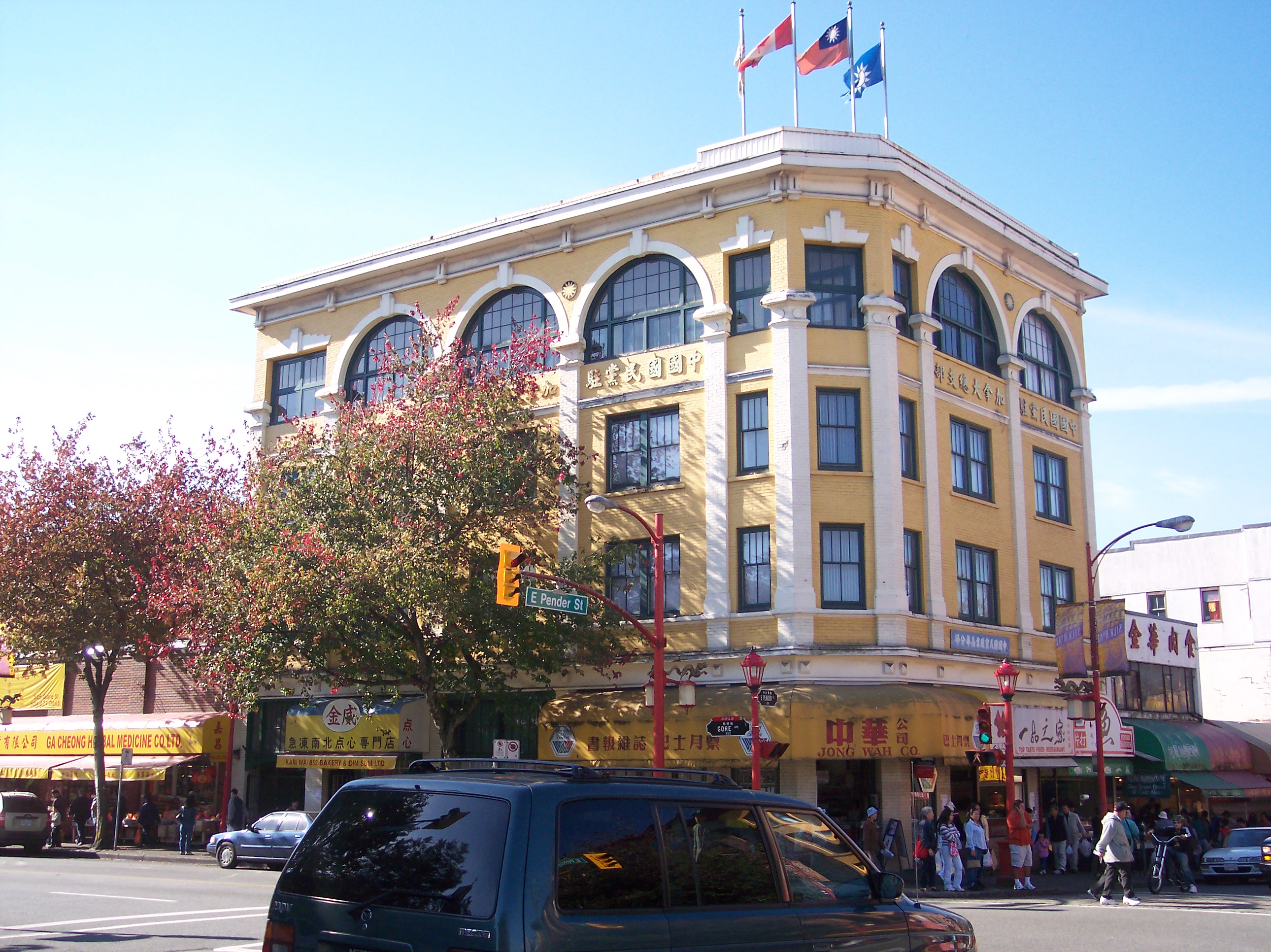
캐나다 밴쿠버의 차이나타운에 위치한 중국국민당의 당사

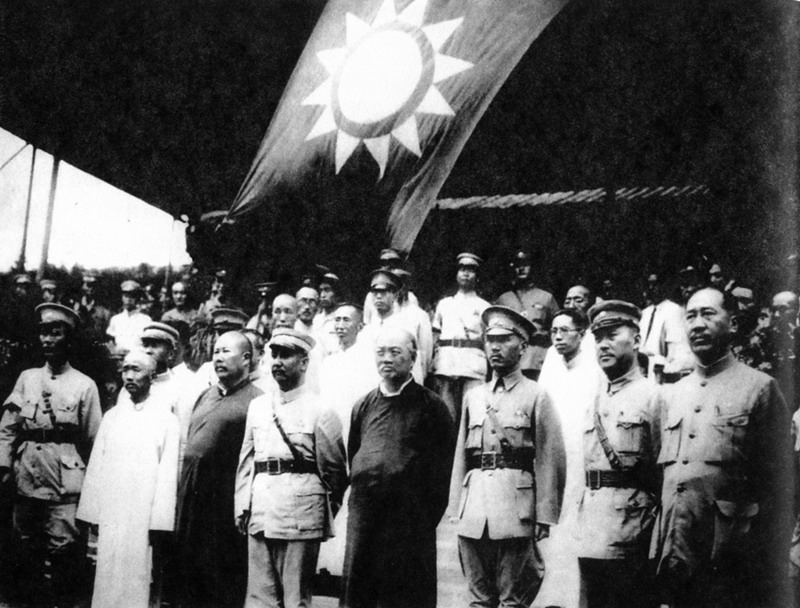
북벌 성공 이후 1928년 7월 6일에 촬영된 중국국민당의 당원들. 장제스 등 여러 장군들의 모습이 보인다.

중국국민당(중국어 정체자: 中國國民黨, 병음: Zhōngguó Guómíndǎng 중궈궈민당[*])은 중화민국의 정당으로, 이전의 중화혁명당(1914)을 근대적 정당으로 개편해 1919년에 창당하였다. 1928년부터 2000년까지는 중화민국의 유일 집권 정당이었으나 2000년에 민주진보당에게 대권을 내주었고, 현재도 중화민국 입법원에서 제1 야당의 위치를 차지하고 있다. 과거 집권 여당이였으나 두번째 정권교체를 한 차이잉원이 집권을 하게 되면서 야당으로 변했다. 보수주의 정당으로써 현 집권당인 민주진보당을 견제하는 야당의 지위를 가지고 있는 정당이다.
중국국민당은 청나라를 무너뜨리고 중화민국을 세운 주요 세력들 중 하나인 중국동맹회에서 그 기원을 찾을 수 있다. 1911년에 신해혁명을 통해 청나라가 멸망하고 중화민국이 건국된 지 얼마 지나지 않아, 쑨원과 쑹자오런 등이 동맹회를 중국국민당으로 개편하였고, 초기에는 쑨원이 임시 총통이었으나 이후 위안스카이 장군에게 총통직을 이임하였다. 1916년에 위안스카이가 세상을 떠나자, 중국 대륙에서는 군벌들이 각기 할거하는 군벌 시대가 도래하였다. 이에 쑨원은 장제스를 시켜 북벌을 실시, 대륙 대부분을 장악하고 난징에 정부를 세웠다. 이후 중국은 중화민국의 지배 하에 상당한 경제적, 사회적 발전을 이루었으나, 1937년에 2차 중일전쟁이 터지면서 엄청난 피해를 입었다. 중화민국은 이 전쟁을 거치며 막대한 피해를 입고 지방에 대한 통제권이 약해졌으며, 그 틈을 타 힘을 키운 공산당 반란 세력들이 국공내전을 일으켜 중화민국 정부를 타이완섬으로 몰아냈다. 장제스가 주도하던 중국국민당은 타이완으로 국부천대한 이후에도 1인 독재를 계속하였고, 중화민국은 1971년까지 UN의 상임이사국 지위를 유지하였다.
중화민국은 1986년까지 장제스 총통의 아들인 장징궈 총통의 치하에서 독재 정치가 계속되었으나, 1990년대부터 리덩후이 총통이 등장하며 일련의 민주화 정책을 실시하며 점차 개혁이 일어나게 되었다. 이후 중국국민당은 민주진보당 등의 정당들과 대권을 번갈아가면서 거머쥐었는데, 2008년과 2012년에는 마잉주 총통이 연이어 집권하기도 했다. 허나 2016년 총선과 대선에서 중국국민당은 민주진보당에게 패했으며, 민주진보당의 차이잉원 후보가 새로운 총통에 올랐다.
중국국민당의 기본 정강은 쑨원이 세운 삼민주의이다. 국민당은 국제민주연합의 일원이며, 친민당 등의 정당들과 함께 중국 본토와의 원만한 관계와 재통일을 중시하는 범람연맹에 속해있다. 그러나 중화민국 내에서 반중 감정이 심해지자 국민당도 통일보다는 현재의 상태를 유지하는 방향으로 기본 틀을 잡고 있다. 국민당은 92공식에 의거하여 하나의 중국을 주장하고 있으나, 중국국민당이 주장하는 합법 정부는 중화인민공화국이 아니라 중화민국이다.

## 역사

### 국부천대 이전
- 1912년
  - 1월 1일: 쑹자오런(宋敎仁)과 쑨원(孫文)이 난징(南京)에서 중화민국 임시정부(中華民國臨時政府)를 구성한다. 쑨원이 임시 대총통직을 맡았다.
  - 2월: 중화민국 임시정부는 신해혁명(辛亥革命)을 통해 청나라의 마지막 황제인 푸이(溥儀)를 퇴위시키고자 당시 군권을 장악했던 위안스카이(袁世凱, 원세개)와의 막후 협상을 벌였고 그 결과 쑨원이 대총통직을 위안스카이에게 이임하였다.
  - 7월 - 8월: 중국동맹회가 국민당으로 개편된다. 쑨원이 국민당 이사장으로 추대된다.
- 1913년: 위안스카이가 국민당 대리 이사장 쑹자오런을 암살하고 국민당과 의회를 해산시킨다. 한편 쑨원은 일본 도쿄로 건너가 비밀결사인 중화혁명당을 조직한다.
- 1914년: 쑨원이 중화혁명당을 광저우에서 확대 조직한다.
- 1919년: 중화혁명당이 중국국민당으로 개칭한다.
- 1924년: 중국국민당은 광저우에서 열린 제1차 전국 대표대회에서 쑨원의 삼민주의를 포함한 정치 이념을 당의 강령으로 채택한다. 당시의 중국국민당은 소련의 지원을 많이 받아서 중국 공산당 계열의 인물을 포함하는 연합정국의 형세였고 이 전국 대표회의는 제1차 국공합작의 시작점이 된다. 그리하여 '소련과 연합전선을 취하고(聯蘇) 공산당원을 받아들이며(容共) 농업과 공업을 중요시한다(農工扶助)'는 3대 정책을 통하여 국공 합작이 전개되었다. 공산당원은 공산당 당적을 보유한 채 개인의 자격으로 국민당에 입당하는 형식을 취했고 공산당 대표인 리다자오(李大釗, 이대조), 마오쩌둥(毛澤東, 모택동) 등의 공산당 계열의 정치인들이 국민당 요직에 선출된다.
- 1925년: 쑨원이 사망한다. 장제스가 쑨원의 뒤를 이어서 중국국민당 계열을 이끌게 된다.
- 1926년 2월: 장제스가 베이징 정부 (장쭤린의 군벌 정부)에 대한 북벌을 주장하며 북진한다.
- 1927년: 북진중이던 장제스가 상하이에서 4.12에 반공 숙청을 감행한다. 이로써 제1차 국공합작은 끝나게 되며 10여 년 동안 국민당과 공산당의 내전이 시작되게 된다. 이후 장제스는 난징(南京)을 수도로 정한다.
- 1928년: 장제스의 국민당이 베이징에 입성하면서 중국 대부분을 장악하게 된다.
- 1936년: 12월 12일 장쉐량(張學良, 장학량)이 시안에서 장제스를 감금하는 시안 사건(西安事變)을 일으킨다. 시안 사건은 제2차 국공 합작의 시발점이 된다.
- 1937년 - 1945년: 항일 전쟁. 중일 전쟁의 시기이다.
- 1946년 - 1949년: 다시 국민당과 공산당의 내전이 시작된다. 이 전쟁의 결과로 국공 내전에서 패한 중국국민당은 타이베이시로 옮겨졌다. 일부는 본토에 남아 중국국민당 혁명위원회를 결성한다.

### 국부천대 이후
1895년에 일본 제국은 시모노세키 조약을 통하여 펑후 현 등을 포함한 타이완섬을 강제로 할양받아갔다. 허나 1945년에 2차 세계대전에서 패망하자, 연합국은 타이완섬 등을 다시 장제스의 중화민국에게 돌려주도록 명령하였고, 1945년 10월 25일에는 국민당의 천이 장군이 연합국의 대표로서 타이완을 공식 되돌려 받은 후 그 날을 '타이완 수복일'로 명명했다.
그러나 타이완섬은 상당한 기간 동안 일본의 통치 하에 있었기에, 타이완이 중화민국의 품에 되돌아간 이후에도 중국 본토와 타이완 사이에서는 끊임없는 갈등이 일어났다. 게다가 타이완에 진주한 국민당 군대는 타이완인들을 강압적으로 대했으며, 점령군처럼 행세하며 현지인들의 반감을 사기 시작했던 것이다. 특히 이 갈등은 1947년 2월 27일에 한 담배 잡상인이 마약 단속관과 말다툼을 벌인 사건으로 대대적으로 터져나왔는데, 중화민국은 군대를 동원하여 이을 강제로 진압하였다. 이 사건을 '2·28사건'이라고 한다. 중화민국 정부는 이 사건 이후로 대대적인 백색 테러를 가했는데, 당시 약 3만 명에 달하는 중화민국에 비판적인 타이완 지식인, 언론인 등이 살해당하거나 실종되는 사건이 벌어졌다.
1949년 10월 1일에 중화인민공화국이 수립된 이후, 마오쩌둥 등은 타이완섬까지 차지하기 위해서는 타이완섬 바로 앞에 있는 진먼 등을 차지해야 한다고 결정했다. 허나 중화민국은 구닝터우 전투에서 승리하며 겨우 타이완 코앞이 공산군에게 점령당하는 것은 막아내었고, 장제스는 타이베이에 임시정부를 구성하였고 1950년에 동원감란시기 임시조관과 함께 계엄령을 선포하고 공산당의 마수에서 대륙을 수복할 때까지 총통 선거, 의원 선거 등을 중지하는 등 비민주적인 조치들을 연이어 실시하였다. 국민당은 대륙을 다시 되찾는 데에 약 3년 정도면 충분할 것이라고 예상했는데, 당시에는 '1년째에는 준비하고, 2년째에는 싸우고, 3년째에는 승리한다'라는 말이 나돌 정도였다. 장제스 총통은 '국광 작전'을 펼쳐 끊임없이 본토를 수복하기 위해 노력하였으나, 이미 기울어진 전세를 이기지 못하고 연이어 실패, 결국 1972년 7월에는 공식적으로 이 작전을 포기하였다. 다만 중화민국은 심지어 1971년까지, 대략 20년 동안 UN에서 중국 전체를 대표하는 국가로 인정받았으며, UN에서 탈퇴하기 전까지는 상임이사국의 지위도 여전히 보유하고 있었다.
1970년대에 중국국민당은 일당 독재 정치를 펼치며 대대적인 토지 개혁, 경제 정책 등을 펼쳐나갔으며, 점차 하부 구조부터 민주화를 진행해나갔다. 또한 점진적으로 중국 본토와의 관계도 개선시켜 나갔고, 이로 인해 발생한 투자와 수출의 선순환은 타이완의 경제 기적을 만들어내는 데에 밑거름이 되어주었다. 다만 국민당은 여전히 권력만은 손에서 놓지 않았고, 1970년대부터 1990년대 초까지 계속 일당 독재 구조를 지속해나갔다. 이때문에 중화민국은 종종 '국민당'으로 불리기도 하는 경우가 많아졌으며, 해외에서도 중화민국을 지칭할 때에 '국민 정부', 혹은 '국민당 정부'라고 칭하였다. 1970년대에 국민당은 중국 본토 시절에 선출된 의원들이 점점 고령화되어가자 이들을 대신하기 위하여 선거를 진행하기도 했다. 70년대부터 90년대까지 국민당에 반대하는 정치 세력의 존재 자체가 허용되지 않았으나, 그럼에도 불구하고 국민당에 저항하는 세력들이 모여 만든 당이 바로 민주진보당이다. 1986년 9월 28일에 처음 창당되었으며, 민주진보당이 처음 창당되었을때만 하여도 외국에서는 얼마 지나지 않아 국민당에게 쓸려나갈 것으로 예상되었으나 예상을 깨고 오히려 중화민국의 민주화를 이끌어내는 업적을 세웠다.
1991년에 리덩후이 총통은 동원감란임시조관의 효력을 중지시켰으며, 국민당 뿐만 아니라 모든 정당들이 합법적인 정치 활동을 할 수 있도록 허가되었다. 이후 처음으로 민주적으로 당선된 국민당의 리덩후이 총통은 '국가 대 국가'로 교섭할 것을 중화인민공화국에 촉구하였으나, 중화인민공화국 측에서는 이를 독립 요구로 받아들였다. 한편 국민당은 1993년에 '리덩후이 총통의 부패한 정책'으로 인하여 신당이 분리되어 나가며 쪼개졌다. 신당은 리덩후이가 물러나며 거의 국민당으로 되돌아왔다. 그러나 2000년 대선에서 국민당이 롄잔을 대선후보로 지명하자, 이에 반발한 제임스 숭과 그 계열 인사들이 탈당해 나가며 2000년 3월에 친민당을 창당하였다. 이후 국민당 후보는 심지어 친민당 후보보다도 저조한 득표율을 보였고, 지지기반이 변심할 것을 우려한 국민당은 리덩후이 총통의 독립 정책에서 벗어나 더 강경한 '중국 재통일' 정책을 내세워 보수층들의 이탈을 막고자 하였다. 이때문에 리덩후이 전 총통 등은 당에서 퇴출되었고, 이들을 주축으로 하여 대만단결연맹이 새롭게 구성되었다.
국민당이 이렇게 조각조각 쪼개지자, 지지기반도 갈라지기 시작하였고 이때문에 국민당은 2001년 총선에서 친민당과 대만단결연맹에게 표를 빼앗기며 국회 다수당의 지위를 잃고 말았다. 다만 2002년의 시장 선거와 입법원 선거에서는 마잉주의 지도 하에 그럭저럭 양호한 성적을 내었고, 특히 타이베이의 시장은 압도적으로 승리하였고, 심지어 가오슝의 시장 선거에서도 거의 비슷비슷한 득표율을 보이며 아슬아슬하게 패배하였다. 분열의 위험성을 깨달은 국민당과 친민당은 선거 전략을 함께 세우기로 결정하였고, 2004년에는 총통 후보를 롄잔으로, 부총통 후보를 제임스 숭으로 각각 내세우는 등 협력 기조의 행보를 보이기 시작하였다. 하지만 약 30,000표라는 아슬아슬한 차이로 민주진보당의 천수이볜 후보에게 패배하였고, 이에 반발한 국민당 지지자들은 부정 선거 등을 주장하며 심지어 총통을 살해 미수까지 시도하는 등 극렬한 반발을 하였다. 다만 국민당은 그해 12월에 치러진 입법원 선거에서는 국민당 등이 속해있는 범람연맹이 국회 다수를 점하는 데에 성공하면서 당세도 다시 살아났다.
선거 직후, 친민당과 국민당 사이의 밀월 관계도 끝난 듯 보였다. 이 둘 사이의 간격은 2005년 들어 더욱 심해졌고, 게다가 친민당의 당수인 제임스 숭이 점차 천수이볜 총통과 민주진보당에 우호적인 분위기를 보이자 이에 실망한 친민당 소속 의원들과 당원들이 국민당으로 대대적으로 되돌아며 친민당의 당세도 크게 약해졌다. 한편 2005년에는 마잉주 후보가 첫 국민당 주석 선거에서 전 대변인을 제치고 주석으로 당선되었고, 2005년 12월의 지방 선거에서 상당히 약진하였다. 또한 2006년 12월에 치러진 타이베이 시장 선거에서는 승리를 거두었으며, 가오슝 시장 선거에서는 1,100표 차이라는 근소한 격차로 아슬아슬하게 패배하고 말았다. 2007년 12월에는 마잉주가 그가 타이베이 시장일 적에 약 33만 9천 달러에 이르는 공적 자금을 횡령하여 '특별 용도'로 사용한 혐의로 기소되었다. 마잉주는 '관료들이 임기 동안 '특별 용도'로 자금을 사용하는 것은 관례'라며 해명하였고, 이후 조사를 거쳐 2007년 12월에 무죄로 판결이 났다. 이후 마잉주는 2008년 대선에 출마하여 민주진보당의 후보보다 무려 17%p이나 더 많은 득표하는 압도적인 승리를 거두며 그해 5월 20일부터 임기를 시작하며 8년에 걸친 민주진보당의 집권기를 종결시켰다. 게다가 2008년 총선에서도 113석 가운데에서 81석, 71.7%에 달하는 의석수를 차지하며 완전히 상승세를 굳혔다. 이로 인하여 국민당은 총통직과 입법원 모두를 장악하게 되었다.
2009년 6월에는 마잉주 총통이 다시 국민당 주석직을 차지하기 위하여 단독 출마하였고, 93.87%의 득표율을 받아 국민당 주석직에 취임하였다. 이로 인하여 마잉주 총통은 국민당 주석의 자격으로 중화인민공화국의 시진핑 중국 공산당 총서기을 만날 수 있게 되었다. 본디 중화인민공화국과 중화민국은 서로의 정부 자격을 인정하기 않았기에 양국 최고지도자의 자격으로는 만날 수가 없었는데, 마잉주 총통은 국민당 주석으로, 시진핑 총서기은 공산당 주석으로 참석한 것이다. 허나 국민당의 이러한 당세도 2014년 총선에 꺾였다. 2009년과 2010년의 지방 선거에서 14개에 달하는 선거구를 차지한 것에 비하여, 2014년에는 오직 6개의 선거구들만 건졌으며, 12월에는 마잉주 전 총통이 사임하였다. 이후 중화인민공화국의 계속되는 도발로 중화민국 내에서 반중 감정이 심해지고, 이로 인하여 국민당은 2020년 대선에서도 차이잉원 총통에게 패배하고 말았다. 이로 인하여 중국국민당은 지지율 확보를 위하여 중국 본토와 점차 거리를 두고 있으며, '중국 재통일'을 주장하기 보다는 '현재 상태 유지' 정도를 기본 정책으로 내세우고 있다.

## 지지 기반
국민당의 지지기반은 사회적 계급보다는 나이가 더 중요한 기준이어서, 거의 대부분이 고령층이다. 한 조사 결과에 의하면 2020년 기준으로 전체 국민당 지지자들의 오직 3%만이 40세 이하라고 한다. 또한 중국 본토에서 건너온 외성인들, 즉 중국에 대한 향수가 있는 고령층들이 많은 타이완 북부와 도시 지방에서 지지세가 강하며, 특히 국민당이 중국 본토와의 경제적인 교류를 매우 중시하고 있기에 기업인들의 지지도 폭넓게 받고 있다.
국민당은 노동 계급들에서도 꽤나 지지를 받고 있는데, 이는 현재 중화민국의 노동권 보장 정책들, 그리고 복지 정책들 상당수가 국민당 집권기에 만들어진 것이기 때문이다. 국민당은 전통적으로 군인, 선생님, 공무원들의 지지세가 높으며, 국민적으로는 아무래도 중국 본토에서 건너온 외성인들의 지지세가 본성인들보다 훨씬 높다. 또한 타이완 원주민들 사이에서도 의외로 상당한 지지율을 보이고 있다. 국민당은 실질적으로 중국어가 주로 쓰이는 중북부 지방에서 지지도가 높으며, 한편 민남 방언을 사용하는 동남부 지방에서는 민주진보당에 훨씬 못미치는 성적을 내고 있다. 사회정책들에 관해서는 민주진보당보다 더 보수적인 입장인데, 예를 들어 공식적인 당규로 정하지는 않았지만 국민당 당원들 대부분이 동성결혼을 반대한다. 다만 젊은층과 도심 지역을 중심으로 일부 찬성하는 목소리가 있기도 하다. 하지만 국민당 내에서 현재는 기독교 보수 세력들의 입김이 상당히 강하기 때문에 당 전반적으로 보았을 때에는 동성결혼을 반대하는 분위기가 훨씬 강하다.

## 역대 지도자
| 직위        | 이름                   | 취임             | 이임             | 비고 |
| ----------- | ---------------------- | ---------------- | ---------------- | ---- |
| 총리 (總理) | 쑨원 (쑨중산·孫中山)   | 1919년 10월 10일 | 1925년 3월 12일  |      |
| 주석 (主席) | 장징장 (張靜江)        | 1926년 5월 19일  | 1926년 7월 6일   |      |
| 주석 (主席) | 장제스 (장중정·蔣中正) | 1926년 7월 6일   | 1927년 3월 11일  |      |
| 주석 (主席) | 후한민 (胡漢民)        | 1935년 12월 7일  | 1936년 5월 12일  |      |
| 대리 주석   | 장제스 (장중정·蔣中正) | 1936년 5월 12일  | 1938년 3월 31일  |      |
| 총재 (總裁) | 장제스 (장중정·蔣中正) | 1938년 4월 1일   | 1975년 4월 5일   |      |
| 주석 (主席) | 장징궈 (蔣經國)        | 1975년 4월 5일   | 1988년 1월 13일  |      |
| 주석 (主席) | 리덩후이 (李登輝)      | 1988년 1월 13일  | 2000년 3월 24일  |      |
| 주석 (主席) | 롄잔 (連戰)            | 2000년 3월 24일  | 2005년 8월 19일  |      |
| 주석 (主席) | 마잉주 (馬英九)        | 2005년 8월 19일  | 2007년 2월 13일  |      |
| 대리 주석   | 우보슝 (吳伯雄)        | 2007년 2월 13일  | 2007년 3월 14일  |      |
| 대리 주석   | 장빙쿤 (江丙坤)        | 2007년 3월 14일  | 2007년 4월 11일  |      |
| 주석 (主席) | 우보슝 (吳伯雄)        | 2007년 4월 11일  | 2009년 10월 17일 |      |
| 주석 (主席) | 마잉주 (馬英九)        | 2009년 10월 17일 | 2014년 12월 3일  |      |
| 대리 주석   | 우둔이 (吳敦義)        | 2014년 12월 3일  | 2015년 1월 19일  |      |
| 주석 (主席) | 주리룬 (朱立倫)        | 2015년 1월 19일  | 2016년 1월 18일  |      |
| 대리 주석   | 황민후이 (黃敏惠)      | 2016년 1월 18일  | 2016년 3월 30일  |      |
| 주석 (主席) | 훙슈주 (洪秀柱)        | 2016년 3월 30일  | 2017년 7월 3일   |      |
| 대리 주석   | 린정쩌 (林政則)        | 2017년 7월 3일   | 2017년 8월 19일  |      |
| 주석 (主席) | 우둔이 (吳敦義)        | 2017년 8월 20일  | 2020년 1월 15일  |      |
| 대리 주석   | 린롱더 (林榮德)        | 2020년 1월 15일  | 2020년 3월 9일   |      |
| 주석 (主席) | 쟝치천 (江啟臣)        | 2020년 3월 9일   | 2021년 10월 30일 |      |
| 주석 (主席) | 주리룬 (朱立倫)        | 2021년 10월 30일 |                  |      |

## 역대 선거 결과

### 총통 선거
| 실시년도 | 총통     | 부총통            | 득표      | 득표율 | 당락 |
| -------- | -------- | ----------------- | --------- | ------ | ---- |
| 1996     | 리덩후이 | 롄잔              | 5,813,699 | 54.0%  | 당선 |
| 2000     | 롄잔     | 샤오완창          | 2,925,513 | 23.1%  | 낙선 |
| 2004     | 롄잔     | 쑹추위 (친민당)   | 6,442,452 | 49.9%  | 낙선 |
| 2008     | 마잉주   | 샤오완창          | 7,658,724 | 58.4%  | 당선 |
| 2012     | 마잉주   | 우둔이            | 6,891,139 | 51.6%  | 당선 |
| 2016     | 주리룬   | 왕루쉬안 (무소속) | 3,813,365 | 31.0%  | 낙선 |
| 2020     | 한궈위   | 장산정(무소속)    | 5,522,119 | 38.61% | 낙선 |
| 2024     | 허우유이 | 자오사오캉        | 4,671,021 | 33.49% | 낙선 |

### 입법위원 선거
| 실시년도 | 의석 수   | 득표수    | 득표율 | 결과  | 의석 증감 | 지도자   |
| -------- | --------- | --------- | ------ | ----- | --------- | -------- |
| 1969     | 8 / 11    |           |        | 제1당 |           | 장제스   |
| 1972     | 41 / 51   |           |        | 제1당 |           | 장제스   |
| 1975     | 42 / 52   |           |        | 제1당 |           | 장징궈   |
| 1980     | 79 / 97   |           |        | 제1당 |           | 장징궈   |
| 1983     | 83 / 98   |           |        | 제1당 |           | 장징궈   |
| 1986     | 79 / 100  |           |        | 제1당 |           | 장징궈   |
| 1989     | 94 / 130  |           |        | 제1당 |           | 리덩후이 |
| 1992     | 95 / 161  | 5,030,725 | 53.02% | 제1당 |           | 리덩후이 |
| 1995     | 85 / 164  | 4,349,089 | 46.1%  | 제1당 | 17석      | 리덩후이 |
| 1998     | 123 / 225 | 4,659,679 | 46.43% | 제1당 | 38석      | 리덩후이 |
| 2001     | 68 / 225  | 2,949,371 | 31.3%  | 제2당 | 55석      | 롄잔     |
| 2004     | 79 / 225  | 3,190,081 | 32.83% | 제2당 | 11석      | 롄잔     |
| 2008     | 81 / 113  | 5,010,801 | 52.4%  | 제1당 | 2석       | 우보슝   |
| 2012     | 64 / 113  | 5,863,279 | 44.55% | 제1당 | 17석      | 마잉주   |
| 2016     | 35 / 113  | 3,280,949 | 26.91% | 제2당 | 29석      | 주리룬   |
| 2020     | 38 / 113  | 4,723,504 | 33.36% | 제2당 | 3석       | 우둔이   |
| 2024     | 52 / 113  | 4,981,060 | 34.6%  | 제1당 | 14석      | 주리룬   |

### 지방 선거
| 실시년도 | 직할시/현시장 | 직할시/현시의원 | 향진시구장 | 향진시구민대표 | 촌리장        | 지도자   |
| 1994     | 2 / 3         | 91 / 175        |            |                |               | 리덩후이 |
| 1997     | 8 / 23        | 522 / 886       | 236 / 319  |                |               | 리덩후이 |
| 1998     | 1 / 2         | 48 / 96         |            |                |               | 리덩후이 |
| 2001     | 9 / 23        | 382 / 897       | 195 / 319  |                |               | 롄잔     |
| 2002     | 1 / 2         | 32 / 96         |            |                |               | 롄잔     |
| 2005     | 14 / 23       | 408 / 901       | 173 / 319  |                |               | 마잉주   |
| 2006     | 1 / 2         | 41 / 96         |            |                |               | 마잉주   |
| 2009     | 12 / 17       | 289 / 587       | 121 / 211  |                |               | 마잉주   |
| 2010     | 3 / 5         | 130 / 314       |            |                | 1,195 / 3,757 | 마잉주   |
| 2014     | 6 / 22        | 386 / 907       | 80 / 204   | 540 / 2,141    | 1,796 / 7,848 | 마잉주   |
| 2018     | 15 / 22       | 394 / 912       | 84 / 204   | 390 / 2,148    | 1,220 / 7,744 | 우둔이   |
| 2022     | 14 / 22       | 367 / 910       | 76 / 204   | 294 / 2,138    | 953 / 7,740   | 주리룬   |
| -------- | ------------- | --------------- | ---------- | -------------- | ------------- | -------- |

### 국민대회 선거
| 실시년도 | 의석 수   | 득표수    | 득표율 | 결과  | 의석 증감 | 지도자   |
| -------- | --------- | --------- | ------ | ----- | --------- | -------- |
| 1991     | 254 / 325 | 1,508,384 | 69.1%  | 제1당 | 186석     | 리덩후이 |
| 1995     | 183 / 334 | 6,053,366 | 49.7%  | 제1당 | 71석      | 리덩후이 |
| 2005     | 117 / 300 | 1,508,384 | 38.92% | 제2당 | 66석      | 롄잔     |

## 같이 보기
- 국민당
- 쑨원
- 쑹자오런
- 장제스
- 장징궈
- 중화민국의 외교
- 중화 혁명당
- 중국 공산당
- 민주진보당
- 국부천대
- 중국의 재통일